# Kapliczki, krzyże i figurki w Trzcianie
Kapliczki, krzyże i figurki w miejscowości Trzciana w województwie małopolskim, w powiecie bocheńskim, w gminie Trzciana.
Kapliczki, krzyże i figurki (zwane też świątkami) są częstym elementem krajobrazu w Polsce. Stawiano je przy drogach, często na skrzyżowaniach dróg, w miejscach objawień religijnych lub ważnych dla społeczności lokalnej wydarzeń, w miejscach po zniszczonych świątyniach, także by uczcić jakieś ważne wydarzenie, czy potwierdzić swoje religijne zaangażowanie. W Trzcianie jest ich 10.
1. Kamienny krzyż przydrożny Maria i Jan z płaskorzeźbami Matki Bożej z dzieciątkiem – przy drodze z Trzciany do Leszczyny (zobacz na mapie Gogle)
2. Kamienny krzyż przydrożny z rzeźbą Matki Bożej z dzieciątkiem i postaciami pod krzyżem – przy drodze z Trzciany do Łapanowa (zobacz na mapie Gogle)
3. Kamienny krzyż przydrożny przy drodze z Trzciany do Łapanowa (zobacz na mapie Gogle)
4. Drewniany krzyż z figurką Chrystusa ukrzyżowanego – przy drodze, naprzeciwko budynku Szkoły Podstawowej (zobacz na mapie Gogle)
5. Oszklona gablota z Chrystusem ukrzyżowanym na drewnianym słupku – przy drodze od rynku w Trzcianie do szkoły (zobacz na mapie Gogle)
6. Krzyż z figurką Chrystusa ukrzyżowanego na rynku w Trzcianie. Podczas Bożego Ciała jest jednym z ołtarzy.
7. Figurka św. Krzysztofa na postumencie – przy budynku starej plebanii w Trzcianie przy przejściu dla pieszych (zobacz na mapie Gogle)
8. Pomnik przy kościele św. Małgorzaty w Trzcianie. Jest na nim tablica upamiętniająca mieszkańców parafii w Trzcianie, którzy polegli na frontach I wojny światowej (zobacz na mapie Gogle)
9. Figura Dobrego Pasterza na cokole – przy kościele św. Małgorzaty w Trzcianie (zobacz na mapie Gogle)
10. Postument z rzeźbą Najświętszej Maryi Panny Różańcowej – przy drodze od rynku w Trzcianie przez Działki w kierunku cmentarza (zobacz na mapie Gogle)

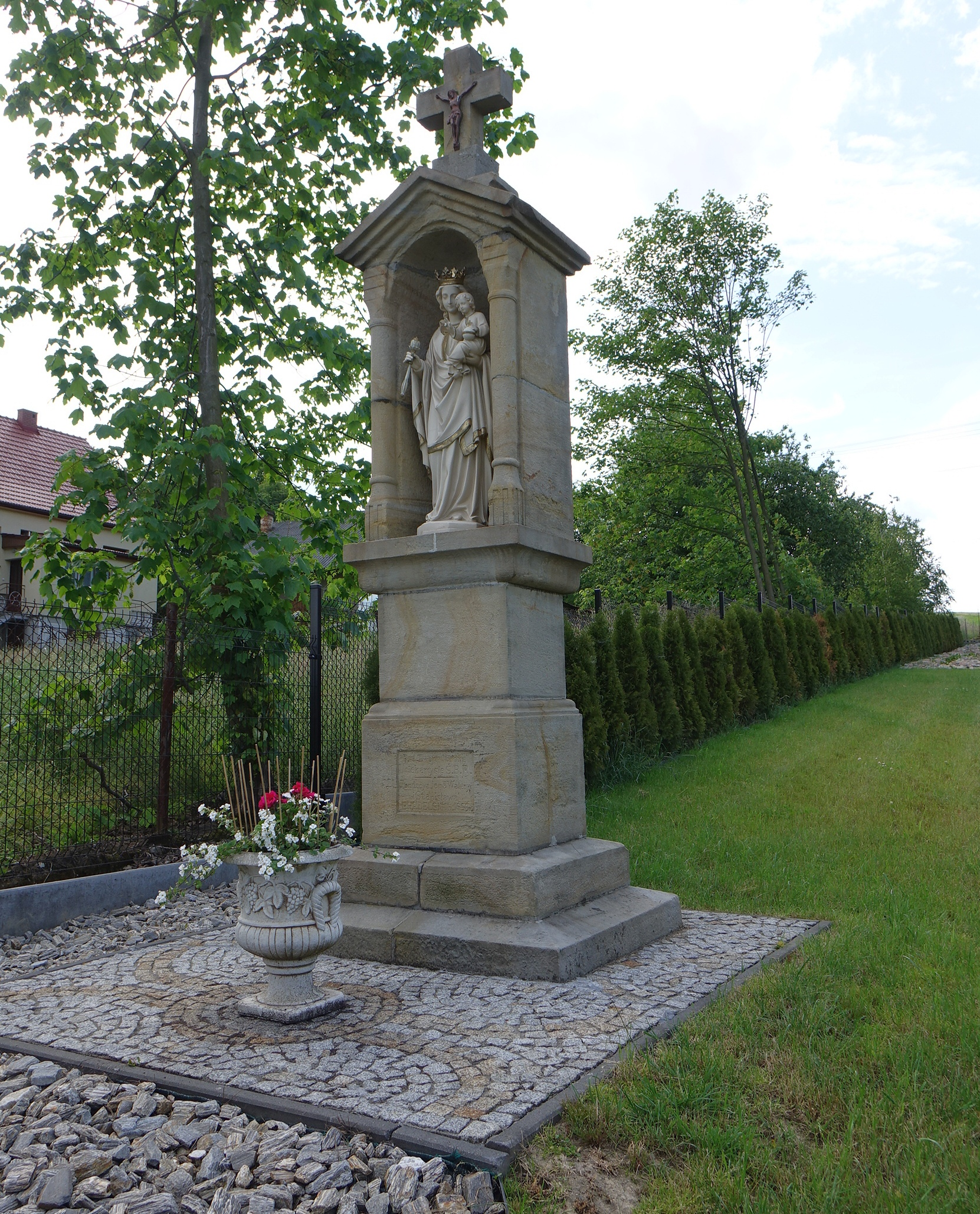
1
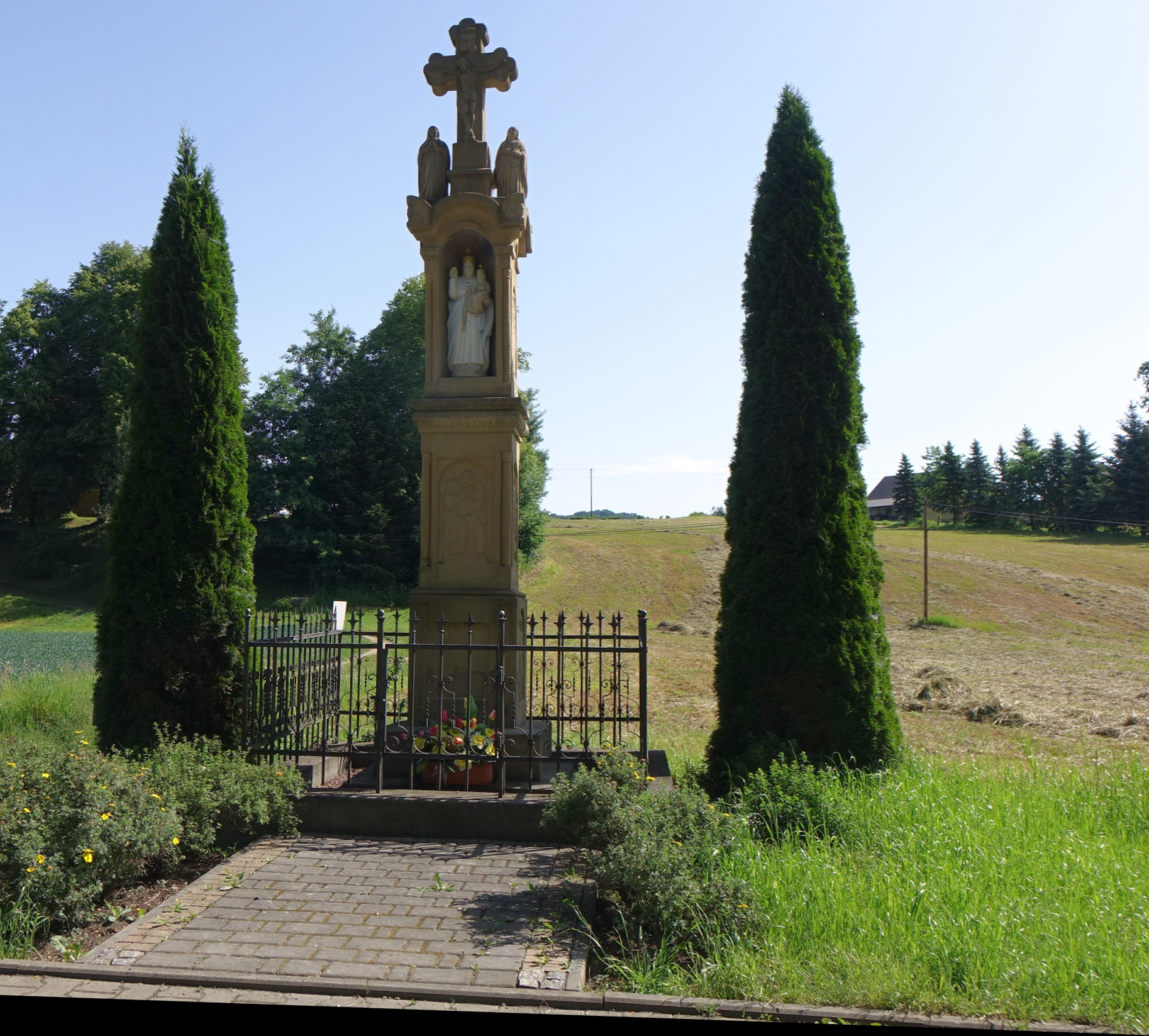
2
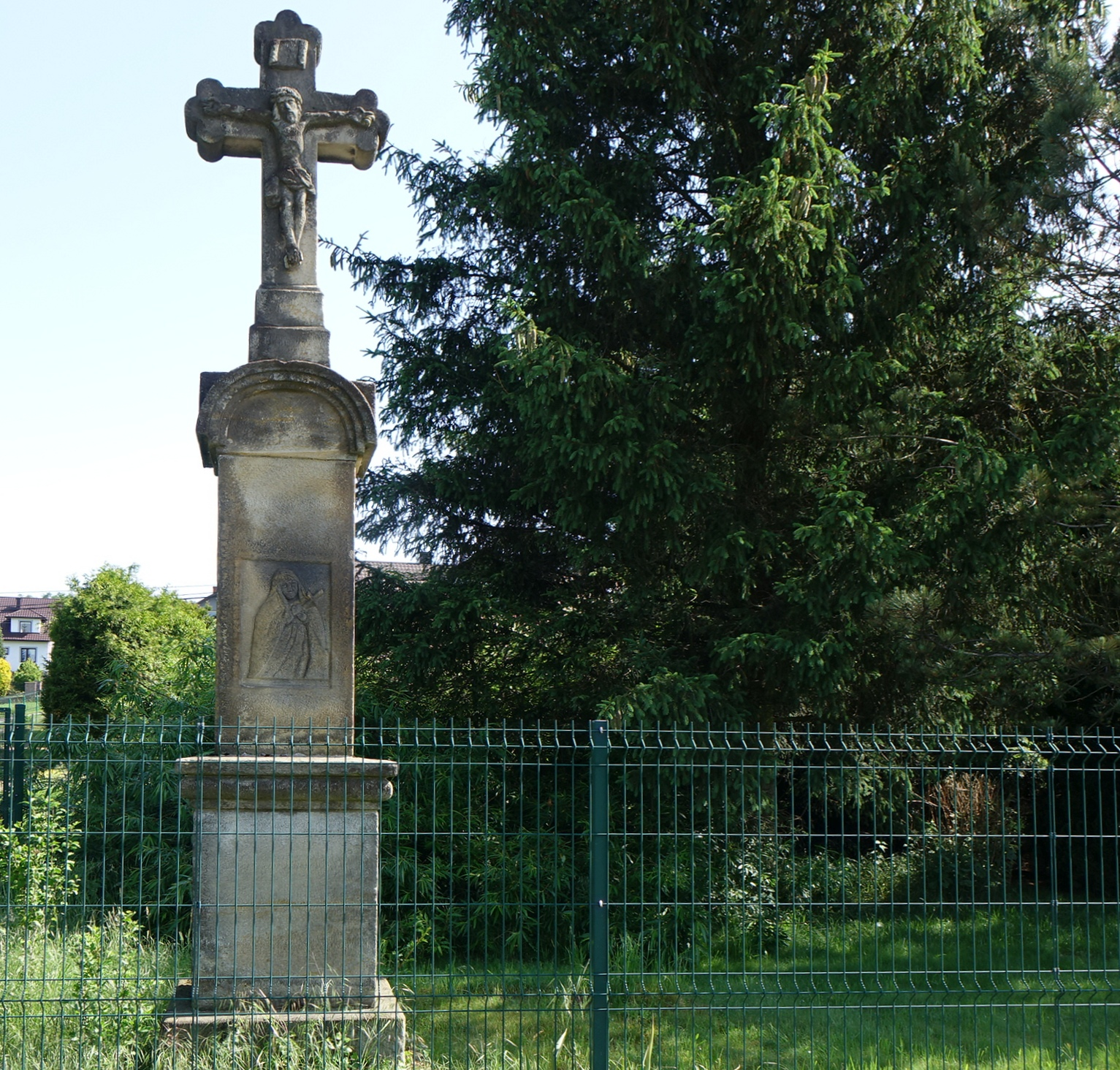
3
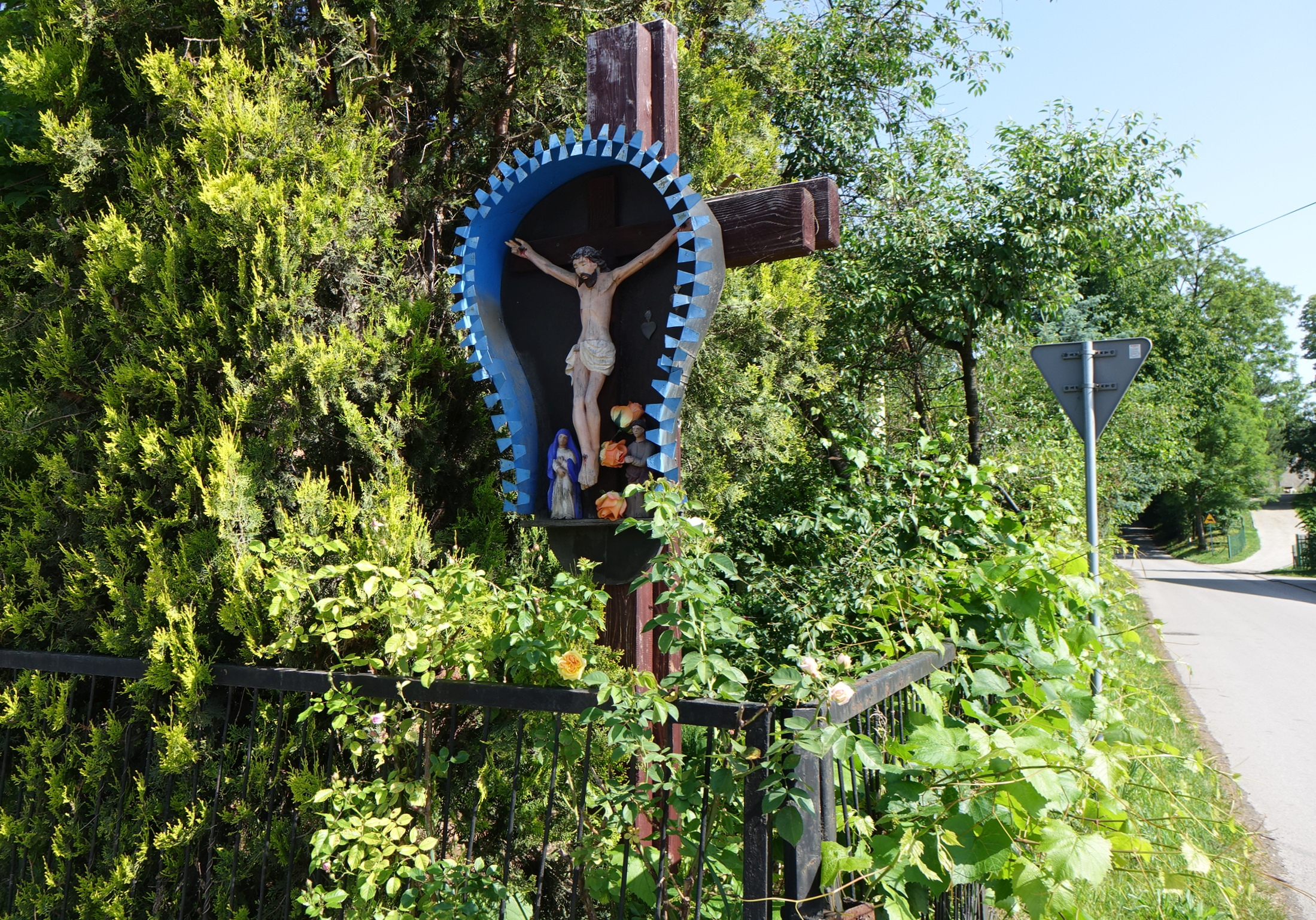
4
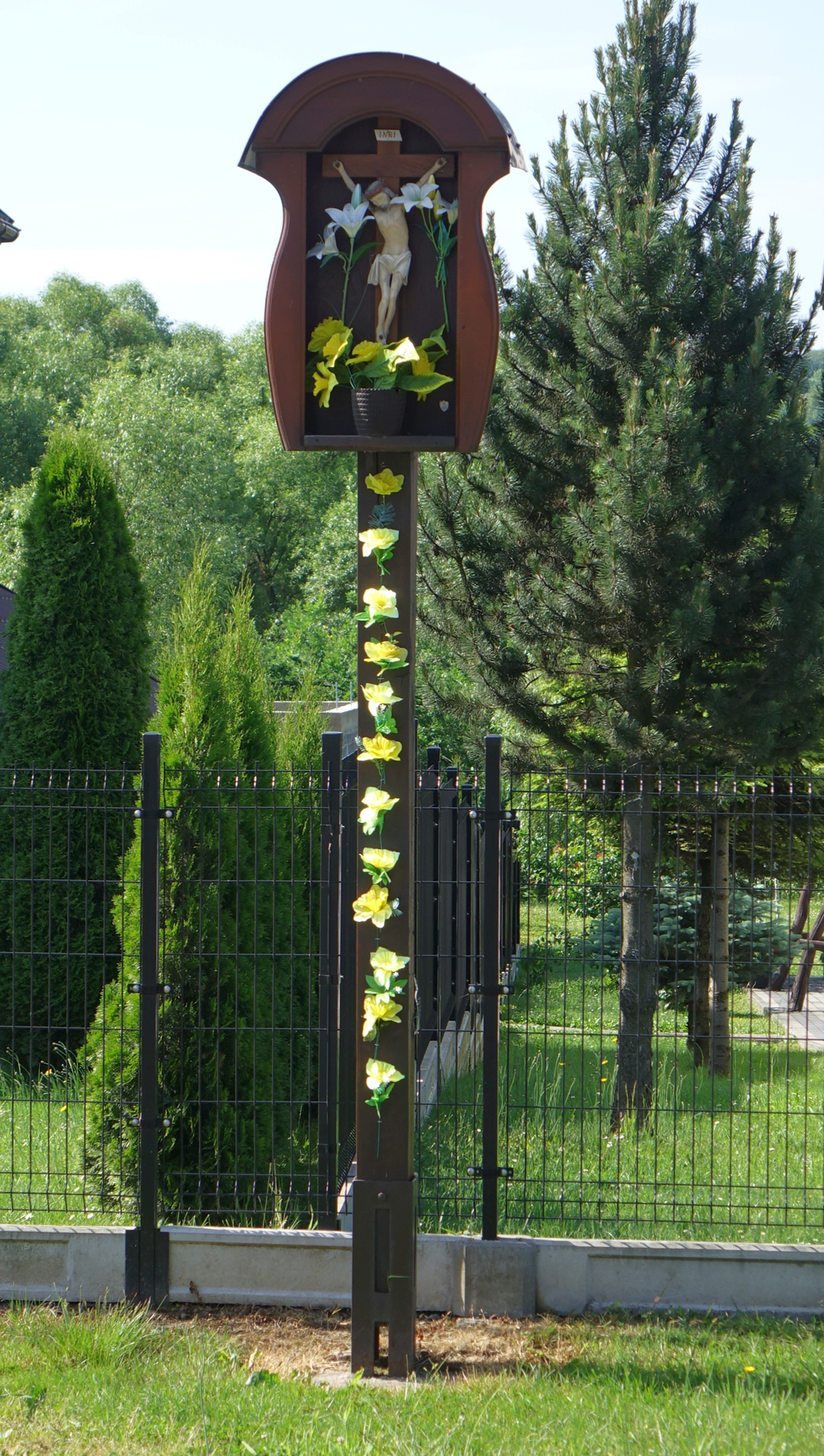
5
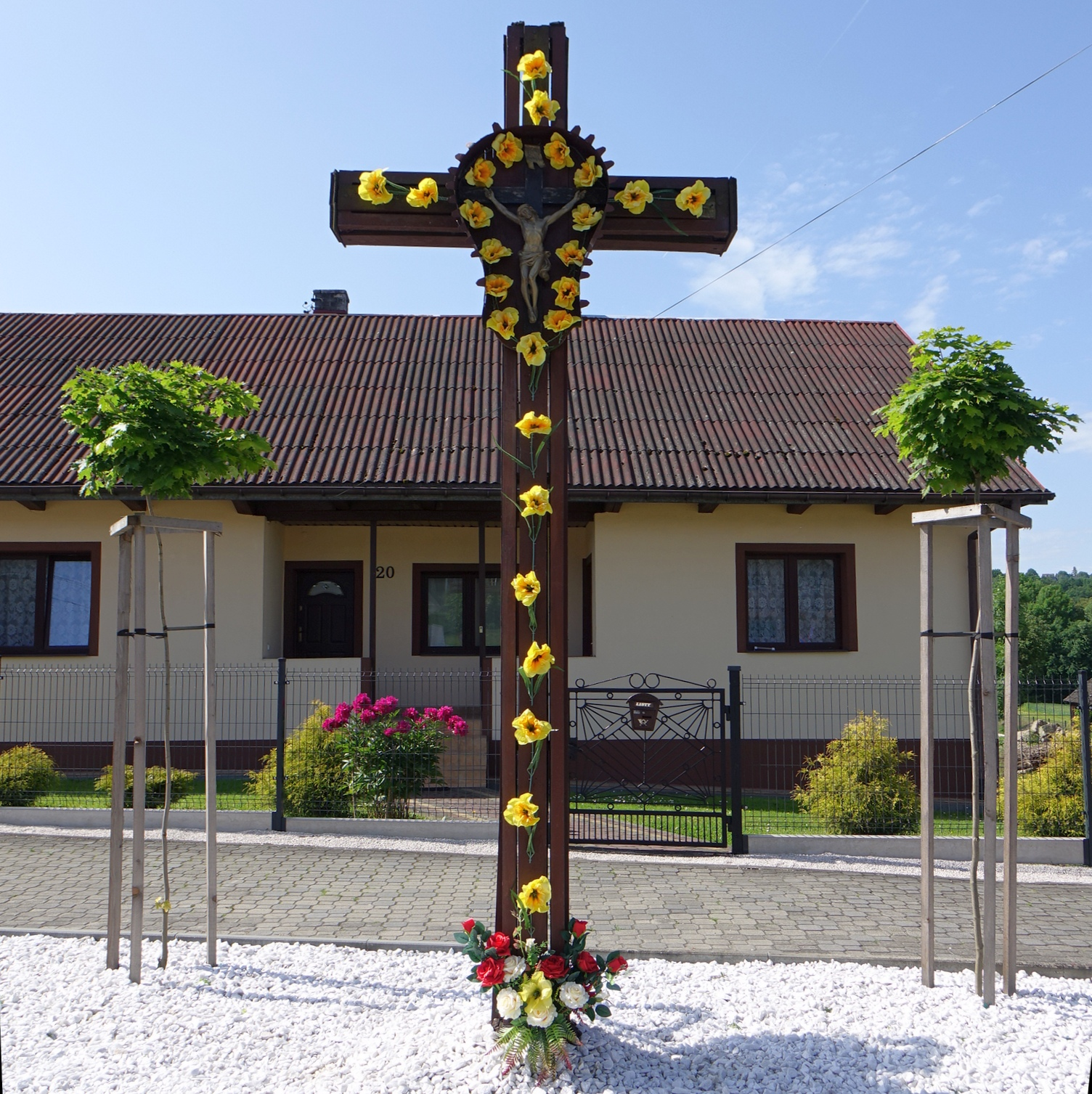
6
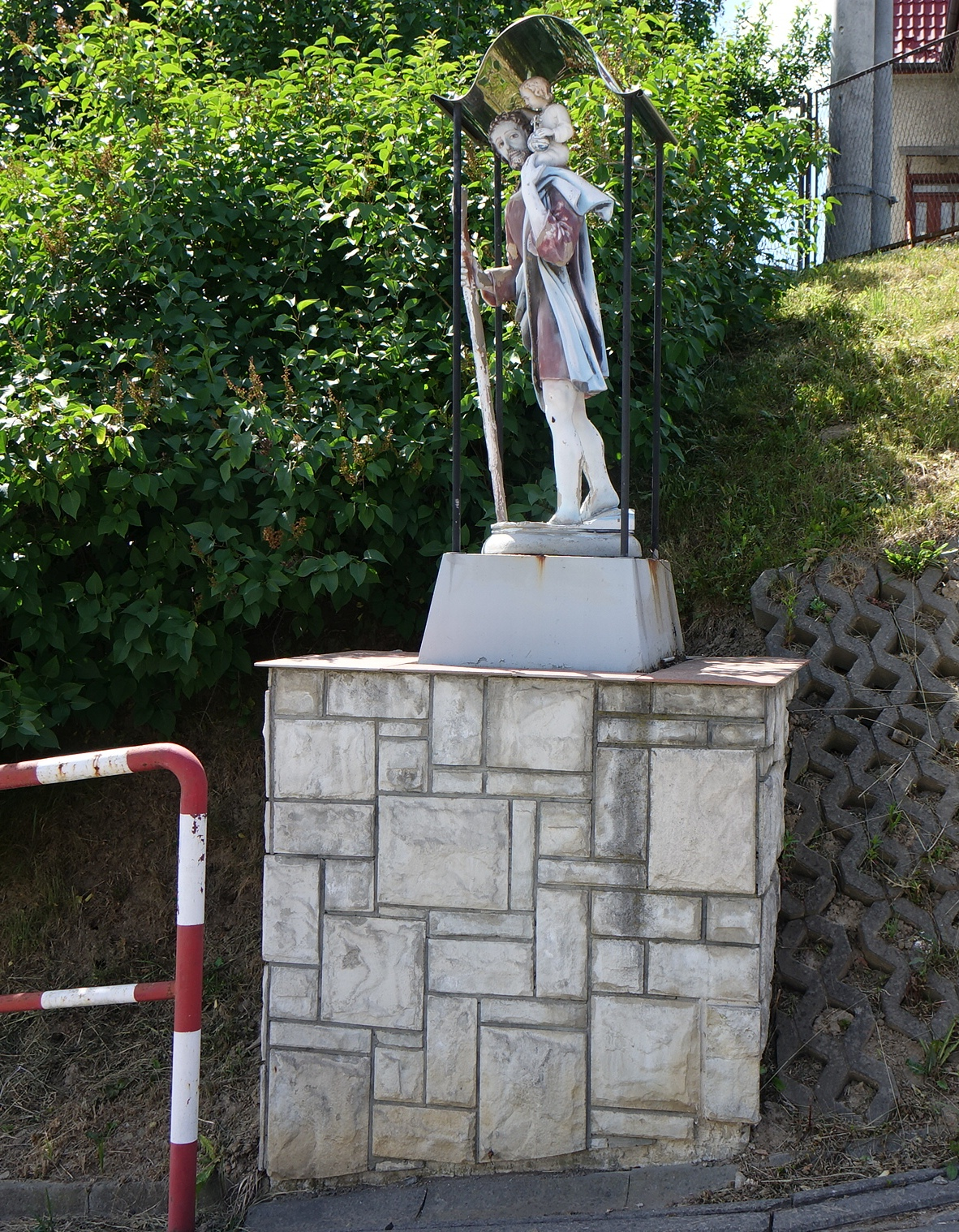
7
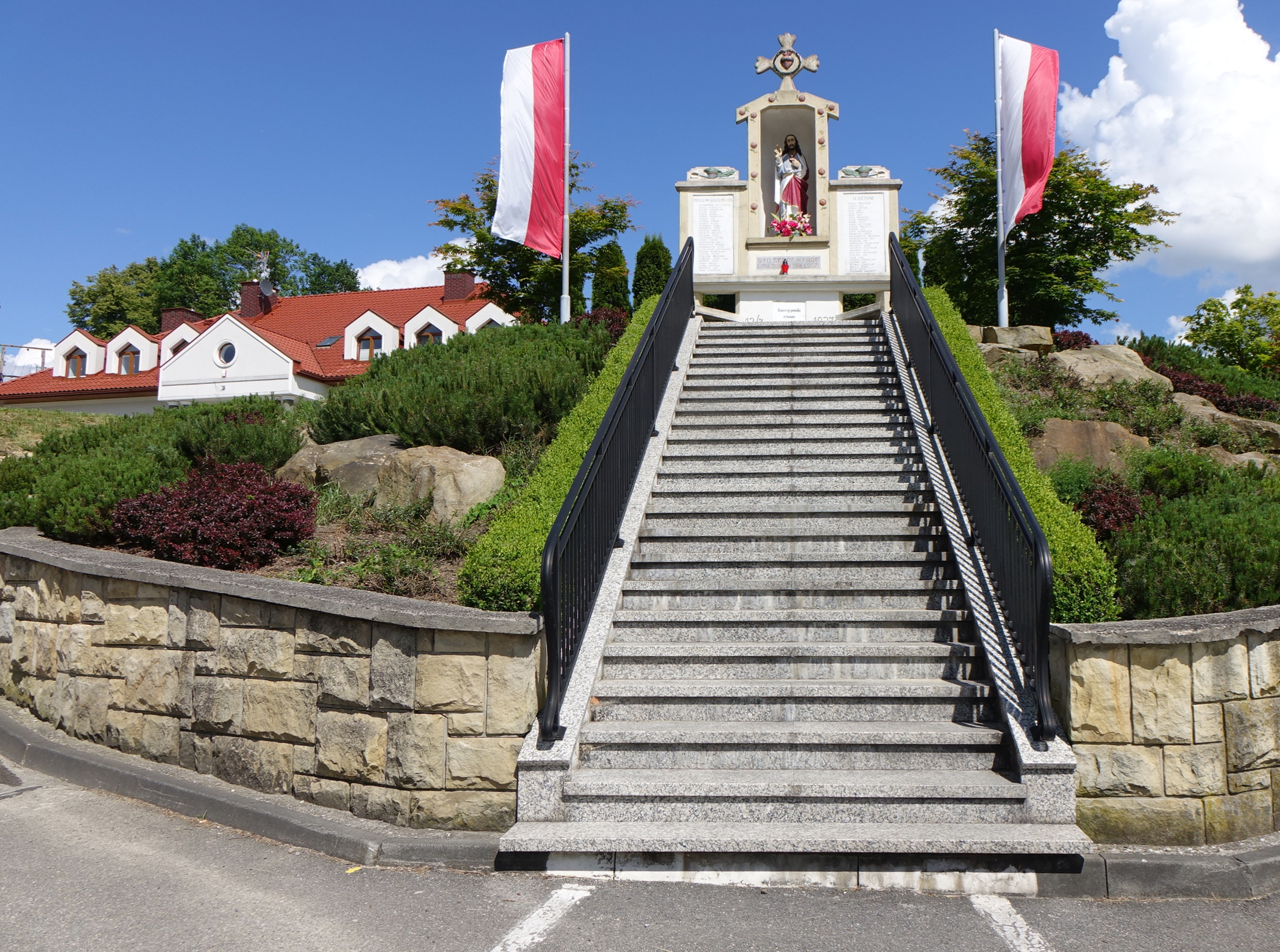
8
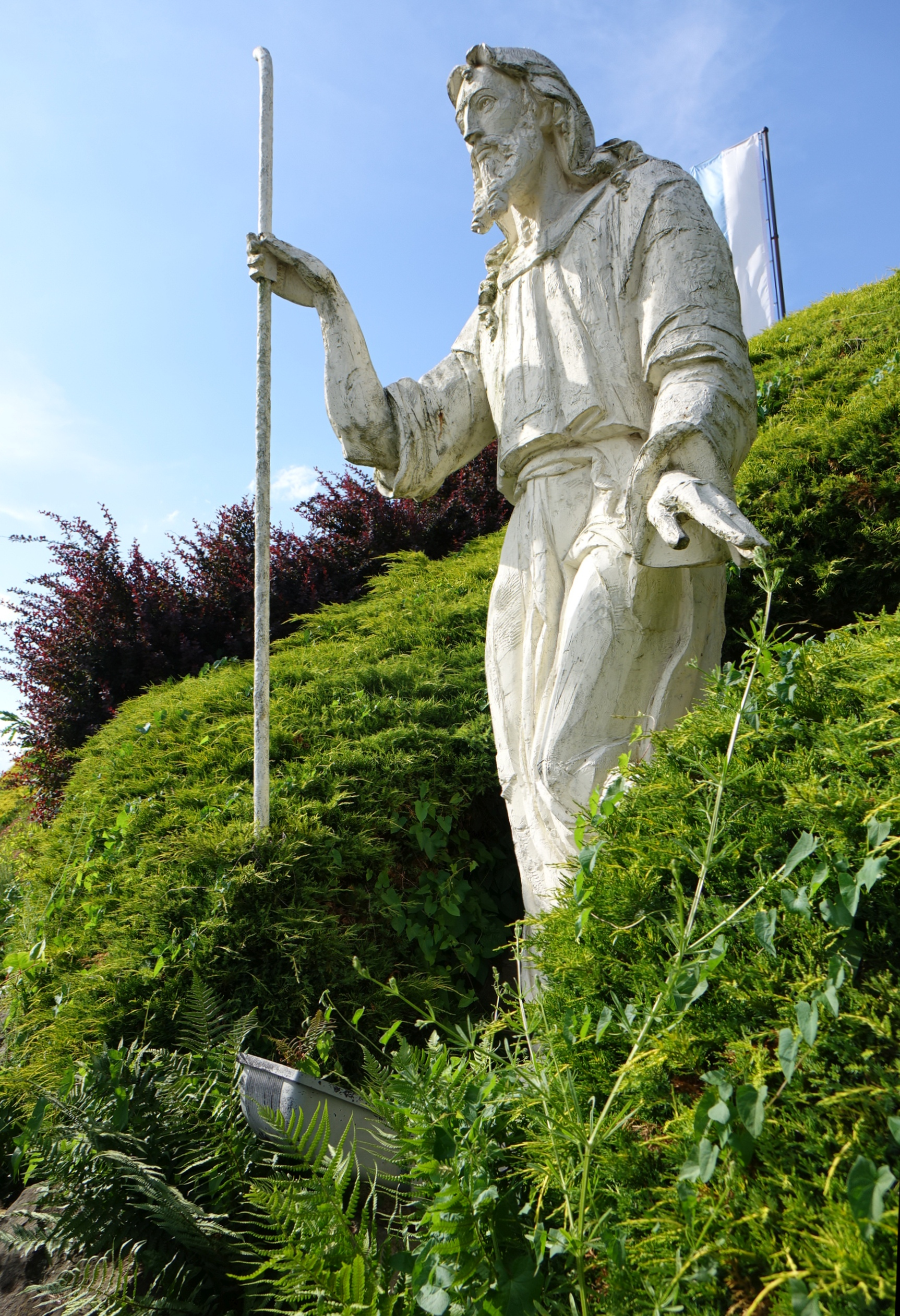
9
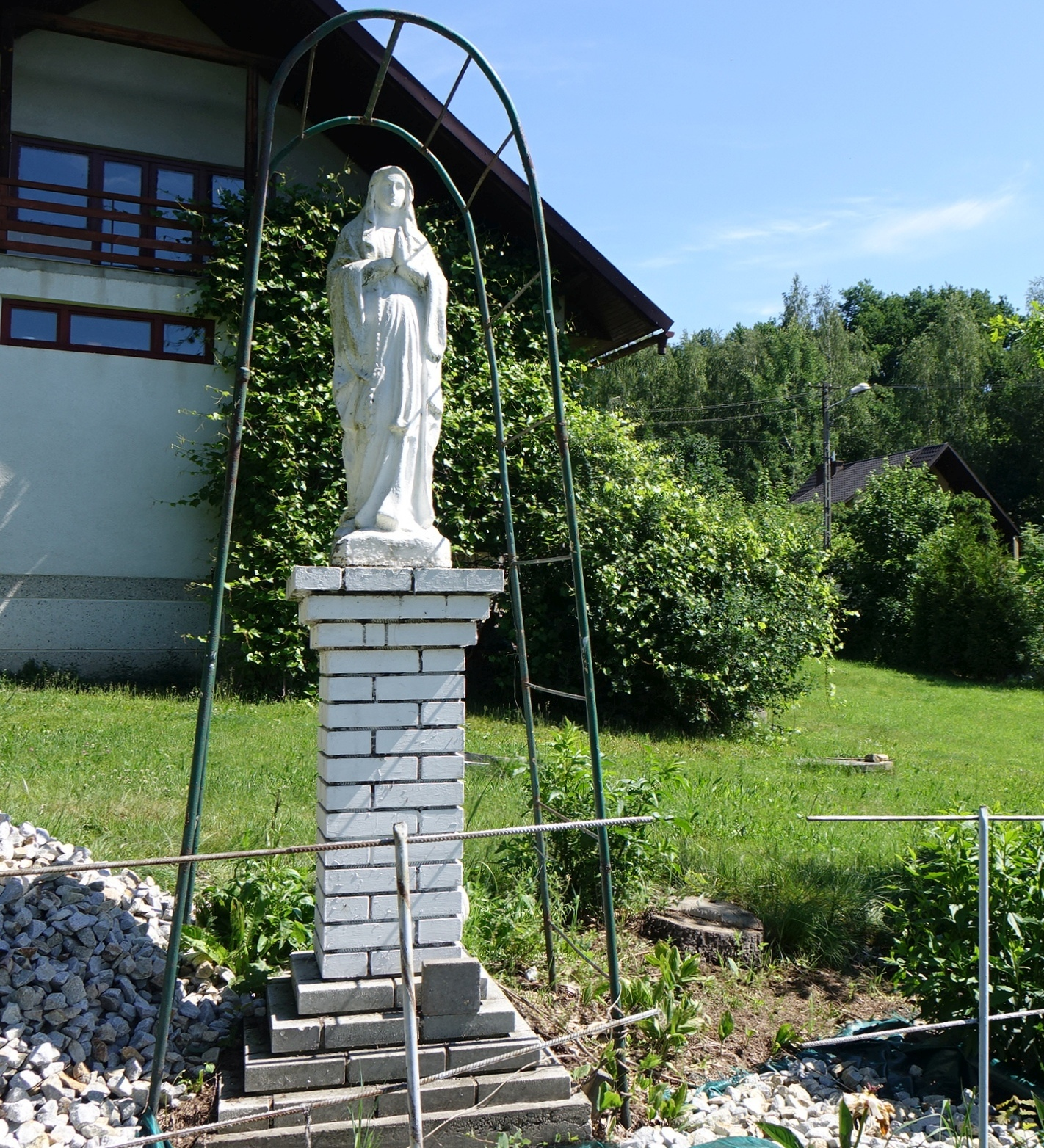
10